# Wolf-Dietrich von Kurnatowski
Wolf-Dietrich von Kurnatowski (* 20. Dezember 1908 in Crone an der Brahe; † 9. März 1972 in Braunschweig) war ein deutscher  Kirchenrechtler und Pfarrer der Christengemeinschaft.

## Leben
Wolf-Dietrich von Kurnatowski entstammte der Linie Wola, Ast Miąskowo, des polnischen Uradelgeschlechts Kurnatowski. In Crone an der Brahe in der ehemaligen Provinz Posen geboren, bestand er 1927 seine Abiturprüfung in Dresden und begann im Wintersemester 1927/28 an der Humboldt-Universität zu Berlin das Studium der Rechtswissenschaften. Im gleichen Semester schloss er sich dem damaligen RSC-Corps Saxonia-Berlin an. Mit Urkunde vom 20. September 1933 wurde er an der Ernst-Moritz-Arndt-Universität Greifswald zum Dr. iur. promoviert.
Nach Abschluss des Studiums und der Referendarzeit arbeitete der promovierte Volljurist (Dr. Jur.) zunächst als Konsistorialrat in der Verwaltung der Evangelischen Kirche der Mark Brandenburg in Berlin und wurde 1940 Regierungsrat. 1937 heiratete er die Diplom-Volkswirtin Hilde Wirstorf, mit der er zwei Kinder, Friederike und Hans-Andreas, hatte. Nach dem Ende des Zweiten Weltkriegs wandte er sich der Christengemeinschaft zu und wurde deren Pfarrer in Braunschweig. Zu seinen besonderen Verdiensten zählt sein Engagement um die Restaurierung der Sankt Leonhard Kapelle in Braunschweig im Rahmen des Denkmalschutzes, die seit dem 2. Advent 1947 als Kirche für die Christengemeinschaft in Braunschweig diente, der Kurnatowski bis zu seinem Tode als Pfarrer vorstand. Über die Geschichte Sankt Leonhards verfasste er zwei Schriften, die sowohl in stadthistorischen Abhandlungen über Braunschweig als auch in medizinhistorischen Publikationen über die Behandlung von Lepra Widerhall fanden, da sich in Sankt Leonhard auch ein Siechenhospital befand. Die Nennung seines Ablebens in der Braunschweiger Stadtchronik unterstreicht die Bedeutung seines Wirkens in Braunschweig nach dem Zweiten Weltkrieg. Er war der Verfasser der Genealogie des Geschlechts Kurnatowski Ferner war die Gründung, der Aufbau und die Leitung des Altersheims Kloster Frankenberg in Goslar im Wesentlichen sein Werk. In einem Nachruf der Christengemeinschaft heißt es nach seinem Tod: " ... Er war der Treuesten einer. Sein rechtlicher Sinn, sein selbstloses Sichkümmern um anvertraute Menschenschicksale und die ungewöhnliche Liebe zur Arbeit, auch zur Kleinarbeit, kennzeichnen seinen Charakter. Mit großem Geschick pflegte er alle nur möglichen Beziehungen zu seiner menschlichen Umwelt: angefangen bei seiner Studentenverbindung, der er bis zum Tode die Treue hielt, über alle städtischen und landschaftlichen Behörden und Verwaltungen bis zur brüderlichen Nachbarschaft beider christlichen Konfessionen. ... Es wird sehr schwer sein, Wolf Dietrich von Kurnatowski hier auf Erden zu ersetzen....".

## Schriften
- Die verfahrensrechtlichen Bestimmungen des deutschen Jugendgerichtsgesetzes vom 16. Februar 1923 und des österreichischen Bundesgesetzes vom 18. Juli 1928 über die Behandlung junger Rechtsbrecher. Eine rechtsvergleichende Darstellung. Greifswald 1933, DNB 570818796
- Die Sankt Leonhardkapelle in Braunschweig: Ihre Wiederherstellung und denkmalspflegerische Ausgestaltung. Hrsg. Braunschweigische Landesverein Geschichte-Heimat-Natur e.V., Braunschweig 1957. DNB 452656230
- Sankt Leonhard vor Braunschweig. Geschichte des Siechenhospitals, der Kirche und des Wirtschaftshofes. Waisenhaus-Buchdruckerei und Verlag, Braunschweig 1958. DNB 452656222
- Der grüne Sack. In: Christengemeinschaft. 24. Jahrgang, 1962, S. 182 f.
- Material-Sammlung zur Geschichte der Familie Lodzia von Bythin Kurnatowski. 1963.[7]
- Genealogie des Geschlechts Kurnatowski. Braunschweig 1964.